# Risako Oga
Risako Oga (født 4. januar 1997) er en japansk fodboldspiller. Hun er medlem af Japans kvindefodboldlandshold.

## Landsholdskarriere
Den 27. februar 2019 fik hun debut på det japanske landshold, i en kamp mod USA. Hun har spillet 3 landskampe for Japan.